# Jeannette Colombel
Pour les articles homonymes, voir Colombel.
Jeannette Colombel (née Prenant), née le 30 décembre 1919 à Paris et morte à Caluire le 12 avril 2016, est une philosophe française.

## Biographie

### Les années 1940 et 1950

#### La guerre et l'après-guerre
Fille de Lucy Prenant (née Soto), qui fut directrice de l'École normale supérieure de jeunes filles, et du biologiste, militant et résistant Marcel Prenant, qui siège au comité central du PCF
, elle est l'amie dans sa jeunesse du poète communiste Paul Éluard et plus tard de Max Schoendorff. Membre du Parti communiste à partir de 1943, elle a fondé avec Jeannette Vermeersch, l'Union des femmes françaises. Jeannette Vermeersch lui demande ensuite d'assister Marie-Claude Vaillant-Couturier au secrétariat de la Fédération démocratique internationale des Femmes.
Le ministre du Ravitaillement Yves Farge l'intégre en janvier 1946 à son cabinet mais elle doit partir avec lui en mai 1947, quand les communistes retournent dans l’opposition. Maurice Thorez l'incite alors à préparer l’agrégation de philosophie qu'elle réussit en 1947.

#### Les rapports avec le PCF
Peu après, elle effectue des travaux, pour le compte du CNRS, sur les conditions de travail des ouvrières du textile du Nord, mais n'est pas intégrée au CNRS, sur fond de discrimination envers les communistes. Son père Marcel Prenant n'est pas réélu en 1950 au comité central du PCF, lors d'un congrès de purges sur fond d'Affaire Lyssenko, après les interventions de Jeannette Vermeersch et Annie Kriegel.
Jeannette Colombel a alors sa période « stalinienne », défendant des positions « pures et dures » en ce sens . Son compagnon Jean Colombel est alors le dirigeant et l'éditorialiste de l'Union française de l'information, agence de presse du PCF, qui pratique la censure de plusieurs grands événements, aussi bien dans les actualités de l'Europe de l'Est que pour les grands événements sportifs internationaux.

#### La polémique contre leDeuxième sexe
En 1951, quand Simone de Beauvoir publie son Deuxième Sexe, Colette Audry, Dominique Aury, Françoise d'Eaubonne et Jeannette Colombel font partie des rares intellectuelles à se lancer dans la polémique qui fait rage : les trois premières pour le défendre, la dernière pour le critiquer. Le compte rendu de lecture, dans la presse communiste, est confié à Jeannette Colombel, qui portait encore le nom de son père Marcel Prenant. Elle dénonce le livre dans les règles, citations de Lénine et de Jeannette Vermeersch à l'appui, dans la revue du PCF La Nouvelle Critique en avril 1951 en estimant qu'analyser « les réactions de la petite-bourgeoisie à travers les miroirs déformants d'une philosophie de la nausée », c'est, en réalité, mépriser le deuxième sexe.
Elle dénonce aussi chez Beauvoir le refus de la maternité, destin inéluctable, qui « manifeste à quel point l'existentialiste, recroquevillée dans un individualisme monstrueux, est incapable de connaître le sentiment le plus naturel à toutes les femmes ».
Son texte est alors considéré comme « le répertoire de nos étroitesses d'alors » par l'ex-journaliste et historienne communiste Dominique Desanti qui avait fait partie du groupe "socialisme et liberté" fondé par Sartre en 1941. Jeannette Colombel témoignera plus tard du fait qu'il était « interdit » de lire Sartre au Parti communiste car c'était l'ennemi public no 1, même s'il en est resté "compagnon de route" jusqu'à l'intervention soviétique en Hongrie en 1956.

#### La rencontre avec Sartre pendant les guerres coloniales
Nommée professeur de philosophie à Lyon, en hypokhâgne et khâgne au lycée Édouard-Herriot, elle organise avec son mari Jean Colombel, directeur général de l'agence de presse fédérant en majorité des journaux proches ou appartenant au PCF, l'Union française de l'information, des mouvements de résistance à la guerre d'Indochine puis à la guerre d'Algérie. Au moment des guerres coloniales, elle est chargée de défendre des positions marxistes, dans un débat de «la semaine de la pensée marxiste», face à un catholique, le théologien Jean Cardonnel et à un existentialiste, rédacteur aux Temps modernes, André Gorz, dont elle devient ensuite l'amie et qui lui dit : « Va voir Sartre, il t'aime bien... ». Elle va donc le visiter rue Bonaparte, chez sa mère.

### Les années 1960

#### Un lien fort avec les jeunes générations
Puis elle enseigne Sartre, Foucault ou Deleuze aux étudiants des années 1960, qui se passionnent pour ces auteurs même si elle estimera plus tard que cela « constituait déjà une transgression au regard des choix plus classiques » de certains collègues de l’époque. La philosophe Odile Nguyen-Schoendorff, amie de la famille, a le « souvenir des réunions organisées durant cette période à la Brasserie de l’Étoile par des comités étudiants et par des lycéens antifascistes, ainsi que des conférences, dont Jeannette était souvent la vedette – ce qui lui valut d’être la cible de l’OAS. Des textes de Sartre sont affichés dans sa salle de classe en 1961, à l'époque où leur interdiction touche presque à sa fin, tandis que s'achève la Guerre d'Algérie que Sartre combat depuis 1956 . L'un de ses élèves sera soutenu financièrement par Sartre. Une autre de ses élèves, la future chanteuse Dominique Grange, distribue alors des tracts communistes contre le racisme et pour la paix en Algérie et la rejoindra en 1969 au Centre universitaire de Vincennes, comme militante de la Gauche Prolétarienne.
Sa fille, Françoise Renberg-Villette, fait partie des étudiants de l'IDHEC qui ont filmé la Grève des mineurs français de 1963 puis confié les rushes à la CGT locale sans jamais les revoir, avec Michel Andrieu, Renan Pollès, Patrick Meunier et Jacques Kébadian. Devenu "Atelier de Recherche Cinématographique" ce groupe a tourné quatre films avant et pendant Mai 68.

#### Mai 68, Foucault et l'Université de Vincennes
En avril 1968, peu avant le printemps de Prague, comme nombre d’intellectuels et de militants, Jeannette Colombel quitte le Parti communiste et se dit «gauchiste», pas «maoïste», sa fille étant par ailleurs à la JCR.
À l'automne 1968, parmi les étudiants qui avaient érigé en juin une barricade devant l'usine Renault de Flins, un groupe mené par Guy Hocquenghem rompt avec le courant majoritaire de la Ligue communiste révolutionnaire d'Henri Weber et de Daniel Bensaïd, les deux auteurs de Mai 68, une répétition générale,, pour former plutôt une "3e tendance": ils sont aussi contre celle des « esthètes de la révolution », visant en particulier les frères Daniel et Gabriel Cohn-Bendit, et pour « la rigueur organisationnelle fondée sur l’autodiscipline et l’exigence militante ». Cette tendance groupe « spontanéiste et mouvementiste » inclut aussi Marc Hatzfeld, Michel Besmond, André Glucksman et surtout sa compagne Françoise Renberg, qui s'oppose très vigoureusement au projet d'adhérer à la Quatrième Internationale trotskyste . André Glucksmann suit les discussions de loin et rejoint la Gauche prolétarienne dès l'année suivante.
Puis elle fait la connaissance de Michel Foucault en janvier 1969 lors d'un jury de thèse où le candidat est Gilles Deleuze. Foucault lui demande alors de venir enseigner au tout nouveau Centre universitaire de Vincennes (Paris-VIII), à partir duquel elle va entretenir des liens d’amitié avec Sartre, Deleuze et Foucault. Elle y professe sur "Nihilisme et contestation", tandis que son gendre André Glucksmann, de la Gauche Prolétarienne, se penche sur "l'Écriture politique" et qu'Alain Badiou s'intéresse à "La science dans la lutte des classes". Lors des actions maoïstes à Vincennes, elle reste parquée dans sa salle de classe.

### Les années 1970

#### La fondation du Secours rouge avec Sartre et Chaintron
Au début de l'année 1970, germa l'idée d'un Secours rouge français, sur le modèle du Secours rouge international de l'entre-deux-guerres. Avec Serge July et Michel Fontaine, elle recherche un parrainage célèbre et propose d'anciens résistants comme Charles Tillon, Eugénie Camphin, mère de deux mineurs fusillés, Roger Pannequin, ou encore Bernard Lambert, responsable paysan.
July et Fontaine demandent la présence de Sartre. Jeannette Colombel va le solliciter car elle est alors la seule à le connaître ; il accepte. C'est à partir de là que leur amitié s'affermit, même s'il la vouvoiera toute sa vie. Selon Michel Rotman, la Ligue communiste avait le projet de constituer une organisation type "Secours rouge" mais l’idée s'est transformée par la suite. De son côté, Claude Angeli, journaliste à L'Aurore assure en avoir parlé à Alain Geismar, Serge July et des dirigeants de la LC mais trouvé peu d’écho. Jeannette Colombel rend aussi visite à l'ex-grand résistant Jean Chaintron, ancien leader de la Guerre civile espagnole, qui l'appelle « la fille de Prenant ".

#### La défense des prisonniers et la fondation de "J'Accuse"
Début janvier 1971, sa fille Françoise Renberg lui demande de se joindre à un groupe constitué de Maurice Clavel et de son gendre André Glucksmann et des avocats de la GP, qui veulent constituer une délégation au Ministère de la Justice, en faveur des militants maoïstes emprisonnés et d'aller chercher Jean-Paul Sartre, dont elle est la seule à connaitre l'adresse à laquelle elle enmène Michel Foucault. Peu après, le 15 janvier 1971, Sartre donne une longue interview à J'accuse, nouveau journal que dirige la fille de Jeannette et son gendre André Glucksmann, avec Robert Linhart.

#### La confidente et la biographe de Sartre
Familière des fondateurs de Libération, elle a fréquemment tenu la plume dans le quotidien, après sa fondation en janvier 1973. En 1977, Jeannette Colombel et beaucoup de jeunes venaient parler à Sartre des travaux qu'ils consacraient à sa pensée, au moment où Gallimard fait paraître dans « La Pléiade » l'ensemble de son œuvre. En 1978, Sartre discute avec un acteur lyonnais de "Mise en théâtre" un projet, qu'avait réalisé Jeannette Colombel à partir de textes de Sartre au contenu historique et politique.
Dans les nombreux ouvrages écrits sur Sartre, un peu avant ou après sa mort, elle conceptualise le "bail renouvelable de deux ans", une "union libre vécue en public à un moment où elle n'était pas encore admise dans la société", qu'il aurait proposé à Beauvoir à condition de "ne jamais se mentir et ne rien se dissimuler" une "union libre" dans laquelle "au moins deux générations" se "sont reconnues et ont rêvé de les prolonger" selon Bertrand Poirot-Delpech. Plus tard, des écrits posthumes ont apporté des nuances à cette "belle construction", en particulier la publication en 1983 des Lettres au Castor chez Gallimard, même si Beauvoir les avait largement expurgées d'un tiers environ. Ces Lettres au Castor ont choqué le public par « les histoires de cœur, et de corps, que Sartre raconte par le menu à Beauvoir, où il la mêle inextricablement » et par la manière dont, jugea-t-on, il calculait et truquait ses relations avec autrui.
Elle est la marraine politique de la jeune actrice Linda Doudaeva, héroïne du film Les Mains en l'air de Romain Goupil.

### Vie privée et famille
Alors qu'elle milite en faveur de la république espagnole menacée, elle se marie en 1938, par bravade envers ses parents, avec Jacques Villette, un étudiant maurrassien lié au mouvement nationaliste d'extrême-droite Action française. Dès les premiers temps de son mariage, Jeannette Colombel aura pour amant Jean Colombel, résistant et militant communiste. Le régime de Vichy l’empêche de divorcer de Jacques Villette, avec qui elle aura deux enfants. Jeannette Colombel ne sait pas des deux hommes qui est le père de son fils Jean-Pierre. En 1947, elle quitte son mari, pour rejoindre à Lyon Jean Colombel, puis l'épouser en 1951 et avec qui elle aura également deux enfants.
Sa fille aînée Françoise Villette (puis Renberg, puis Tazartès) épouse le philosophe André Glucksmann et est la mère de l'essayiste et homme politique Raphaël Glucksmann.

## Publications
- 1974 : Les murs de l'école, Christian Bourgois éditeur.
- 1980 : Brumes de mémoire, Stock.
- 1981 : Sartre ou le parti de vivre, Grasset.
- 1985 : Sartre : un homme en situation, Tome I, Hachette.
- 1986 : Sartre : une œuvre aux mille têtes, Tome II, Hachette.
- 1990 : Les amants de l'ombre, Flammarion.
- 1994 : Michel Foucault, la clarté ou la mort, Odile Jacob.
- 1997 : La nostalgie de l'espérance, Stock.
- 2000 : Jean-Paul Sartre, un homme en situation, LGF.
- 2000 : Lettre à Mathilde sur Jean-Paul Sartre, LGF, Le Livre de poche.
- 2005 : Silencieuse ritournelle en Corse, Éditions Materia Scritta.

## Sources
- Fiche de Jeannette Colombel sur le site Auteurs en Rhône-Alpes